# Malcolm Reed
Malcolm Reed je fiktivní postava v televizním sci-fi seriálu Star Trek: Enterprise.
Poručík Malcolm Reed sloužil na palubě hvězdné lodi Enterprise NX-01 pod velením kapitána Jonathana Archera jako zbrojní důstojník.